# البطولة الوطنية المجرية 1907–08
البطولة الوطنية المجرية 1907–08 (بالمجرية: 1907–1908-as magyar labdarúgó-bajnokság)‏ هو الموسم 7 من  البطولة الوطنية المجرية. أشرف على تنظيمه اتحاد المجر لكرة القدم، وكان عدد الأندية المشاركة فيه  9، وفاز فيه نادي بودابست.